# Wilhelm Lechleitner
Wilhelm Lechleitner Can. Reg. (* 15. Mai 1779 in Stanzach als Johann Nepomuk Lechleitner; † 6. November 1827 in Neustift bei Brixen) war ein österreichischer Komponist, Chorregent und Pädagoge.

## Leben

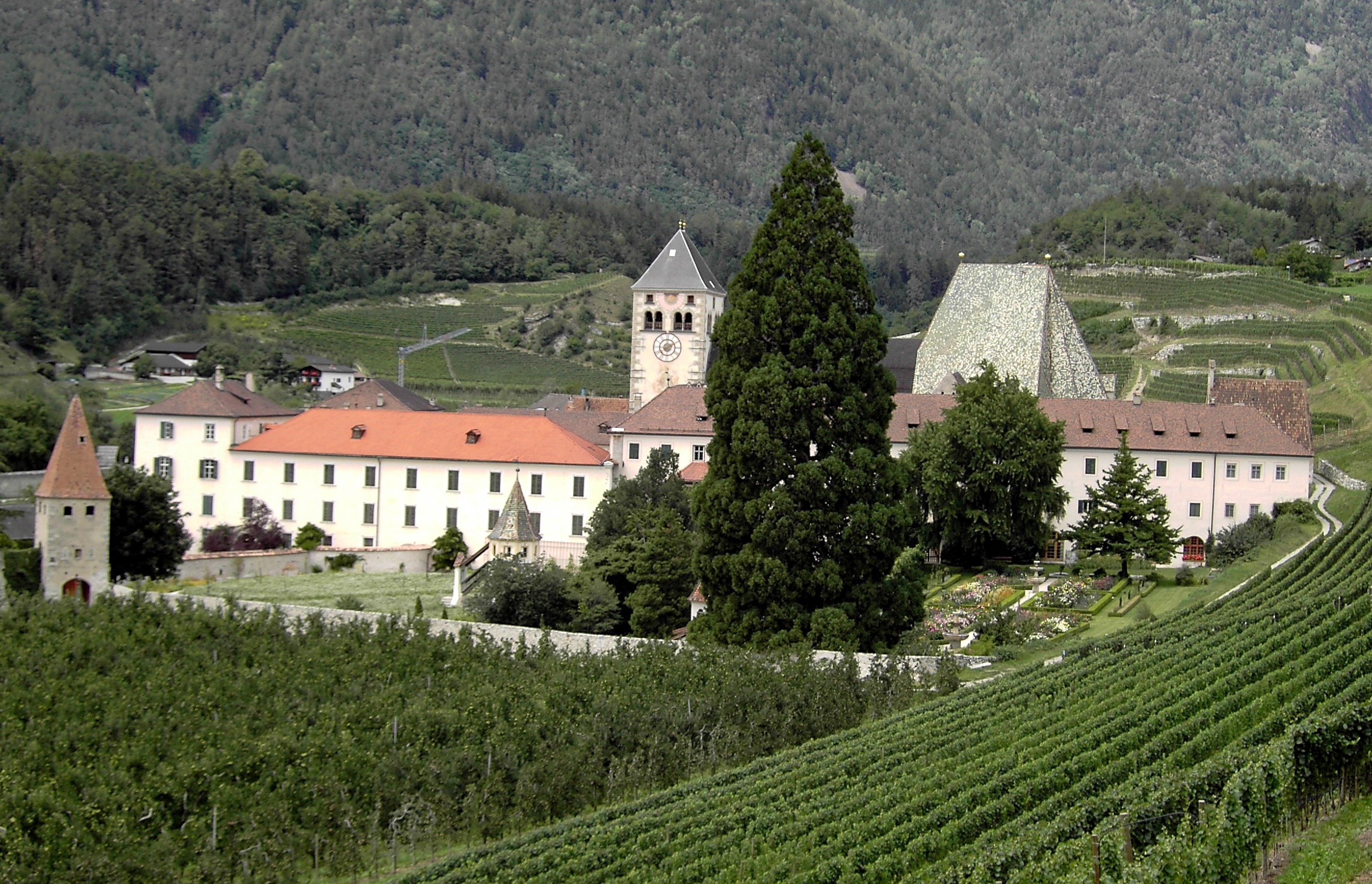
Das Hauptbetätigungsfeld von Wilhelm Lechleitner war das Augustiner-Chorherrenstift Neustift bei Brixen.

Johann Nepomuk Lechleitner, Sohn eines Bauern und Fuhrmanns, trat 1797 in das Augustiner-Chorherrenstift Neustift ein, wo er 1801 die Profess ablegte und den Ordensnamen Wilhelm annahm. 1802 wurde er zum Priester geweiht und wirkte anschließend in der Seelsorge. 1807 wurde er zum Regens chori des Stiftes bestellt, nach dessen Aufhebung im selben Jahr wurde er Kooperator in Olang. 1808/09 war er Musikpräfekt im Internat Cassianeum in Brixen und von 1811 bis 1816 Musik- und Grammatiklehrer am Gymnasium in Innsbruck. Mit der Wiedererrichtung des Stiftes 1816 kehrte er nach Neustift zurück und baute als Chorregent, Organist und Leiter des Singknabeninstituts das Musikleben des Klosters wieder auf.
Als Komponist schuf er insbesondere Kirchenmusik wie Messen, Oratorien und Kantaten im Stil der Zeit. Seine Kompositionen, die vorwiegend zwischen 1806 und 1827 entstanden, blieben ungedruckt, waren aber in Abschriften über Tirol hinaus verbreitet und wurden vereinzelt noch bis zur Wende zum 20. Jahrhundert aufgeführt.

## Werke
- ca. 18 lateinische und 6 deutsche Messen
- 5 Requien
- 2 Te Deum
- 20 Offertorien und Gradualien
- 2 Stabat Mater
- 3 Fastenoratorien
- Weihnachtsoratorium
- Die Wilden, Oper
- Musik zum Schauspiel Das große Opfer auf Golgotha, 1812
- Musik zum Schauspiel Die Schule des Kreuzes, 1814
- Sonate für Orgel
- Konzert für Fagott